# ناثان هيراياما
ناثان هيراياما هو لاعب اتحاد الرغبي كندي، ولد في 23 مارس 1988 في ريتشموند في كندا.

## وصلات خارجية
- ناثان هيراياما على موقع سلسلة سباعيات الرغبي العالمية - رجال (الإنجليزية)
- ناثان هيراياما عل موقع إسبنسكروم (الإنجليزية)
- ناثان هيراياما على موقع ItsRugby.co.uk (الإنجليزية)
- ناثان هيراياما على موقع أوليمبيديا (الإنجليزية)
- ناثان هيراياما على موقع اللجنة الأولمبية الكندية (الإنجليزية)
- ناثان هيراياما على موقع اتحاد ألعاب الكومنولث (مؤرشف) (الإنجليزية)